# Mertajärvi
Mertajärvi är en by i Karesuando distrikt (Karesuando socken) i Kiruna kommun, cirka 15 kilometer sydväst om Karesuando och cirka 5 kilometer norr om Idivuoma. Den ligger vid insjön som har samma namn som orten; Mertajärvi, E45 och Närvä. Fram till 2005 klassades orten som en småort. Denna bebyggelse som även kallas Nearvà (Närvä) ligger sydost om en bebyggelse väster om sjön, som även den kallas Mertajärvi, men av SCB namnsattes som småort till Närvä.
Byn grundades 1707 av Mickel Johansson Närva, klockare i Enontekis socken.

## Befolkningsutveckling
I augusti 2020 fanns det enligt Ratsit 71 personer över 16 år registrerade med Mertajärvi som adress.
| Befolkningsutvecklingen i Mertajärvi 1990–2005 | Befolkningsutvecklingen i Mertajärvi 1990–2005 | Befolkningsutvecklingen i Mertajärvi 1990–2005 | Befolkningsutvecklingen i Mertajärvi 1990–2005 | Befolkningsutvecklingen i Mertajärvi 1990–2005 |
| ---------------------------------------------- | ---------------------------------------------- | ---------------------------------------------- | ---------------------------------------------- | ---------------------------------------------- |
|                                                |                                                |                                                |                                                |                                                |
| År                                             |                                                |                                                | Folkmängd                                      | Areal (ha)                                     |
| 1990                                           | 1990                                           |                                                | 158                                            | 24#                                            |
| 1995                                           | 1995                                           |                                                | 59                                             | 19#                                            |
| 2000                                           | 2000                                           |                                                | 61                                             | 20#                                            |
| 2005                                           | 2005                                           |                                                | 51                                             | 20#                                            |
| Anm.: Ej småort 2010. # Som småort.            |                                                |                                                |                                                |                                                |

På grund av förändrat dataunderlag hos Statistiska centralbyrån så är småortsavgränsningarna 1990 och 1995 inte jämförbara. Befolkningen den 31 december 1990 var 52 invånare inom det område som småorten omfattade 1995.

## Kända personer från Mertajärvi
- Henny Utsi Åhlin, författare
- Emma Eliasson, ishockeyspelare
- Per Isak Juuso